# Karia (ort i Sidi Bennour)
Karia är en ort i Marocko, en förort till Sidi Bennour. Den ligger i provinsen Sidi Bennour och regionen Casablanca-Settat, 210 km sydväst om huvudstaden Rabat. Vid folkräkningen 2004 räknades orten som stad i landskommunen Bouhmame och hade då 7 803 invånare.